# 제니퍼 비니 테일러
제니퍼 비니 테일러(Jennifer Bini Taylor, 1972년 4월 19일 ~ )는 미국의 배우이다.

## 출연 작품
- 신은 죽지 않았다 3: 어둠 속의 빛 (2018)
- 알로: 더 버핑 피그 (2016)
- 페어 헤이븐 (2016)
- 엠마의 기회 (2016)
- 라이크 어 컨츄리 송 (2014)
- 애슐리 (2013)
- 그녀가 모르는 그녀에 관한 소문 (2005)
- Nathan's Choice (2001) - 단편
- 어쌔신 특급 (2000)

### 텔레비전
- 두 남자와 1/2 (2003-04, 07-15)